# Potentilla maura
Potentilla maura är en rosväxtart som beskrevs av Franz Theodor Wolf. Potentilla maura ingår i Fingerörtssläktet som ingår i familjen rosväxter. IUCN kategoriserar arten globalt som nära hotad.

## Underarter
Arten delas in i följande underarter:
- P. m. glabrescens
- P. m. brachypetala
- P. m. sericea
- P. m. sericea